# Galanthus nivalis
Espèce
Statut CITES
Statut de conservation UICN

 NT  : Quasi menacé
Galanthus nivalis, communément appelée Perce-neige, est une espèce de plantes herbacées vivaces à bulbe. Elle appartient à la famille des Liliaceae selon la classification classique ou des Amaryllidaceae selon la classification phylogénétique.

## Dénominations
- Nom scientifique valide : Galanthus nivalis  L.[1],
- Nom vulgaire (vulgarisation scientifique) recommandé ou typique en français : Perce-neige[2],[3],[4],[5],[6],
- Autres noms vulgaires ou noms vernaculaires (langage courant), pouvant désigner éventuellement d'autres espèces : Clochette d'hiver[5], Galantine[5], Galantine d'hiver[7] ou Galanthe des neiges[5] - Peu usité et à éviter[2] - Goutte de lait[5], ou bien encore, comme d'autres espèces proches d'aspect, nivéole[7] et perce-neige[8] (ou Perceneige[7]).

### Étymologie
Le nom générique Galanthus signifie « Fleur de lait », du grec gàla, lait, et ànthos, fleur. L'épithète spécifique « nivalis », signifie « des neiges ».

## Distribution géographique
- Répartition générale : Europe centrale et méridionale, des rives occidentales de la mer Noire jusque dans l'Ouest de la France. Naturalisée dans les îles Britanniques et plus au Nord[10].
- En France : assez rare dans l'Ouest, le Centre et les Pyrénées, rare ailleurs ou naturalisée (notamment dans l'Est). Cette espèce est protégée au niveau régional dans le département de l'Isère[11].
- En Belgique : présente localement et d'indigénat douteux[12].

## Description
C'est une plante à bulbe de 15 à 20 cm de hauteur. Les fleurs, à six tépales, sont blanches, solitaires. Elle possède seulement deux feuilles vert glauque de 4 à 8 mm de large. Le fruit est ovoïde et allongé.

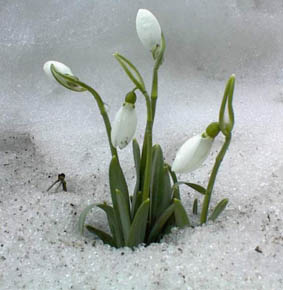
Jeune plante en hiver.
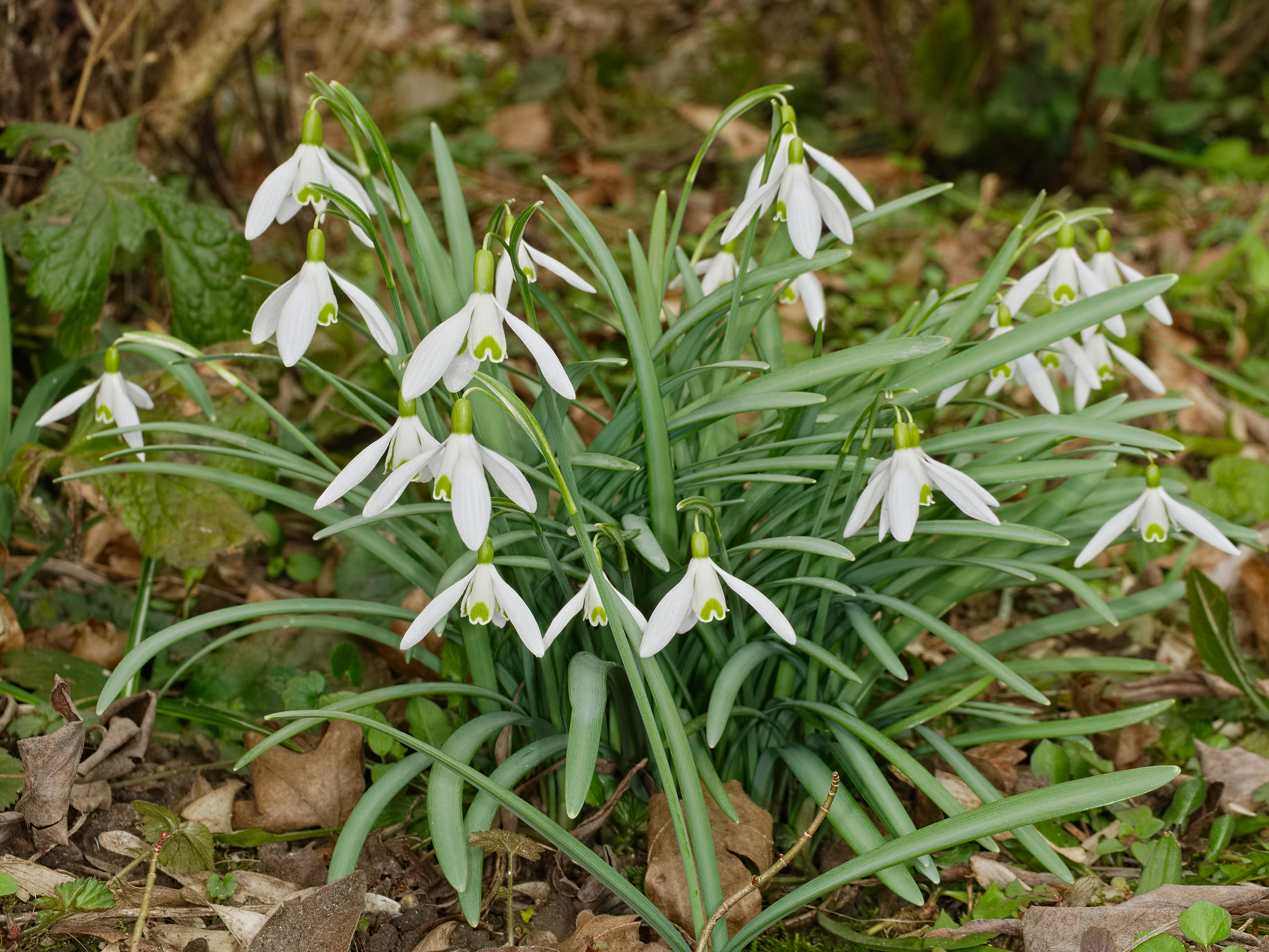
Aspect général.
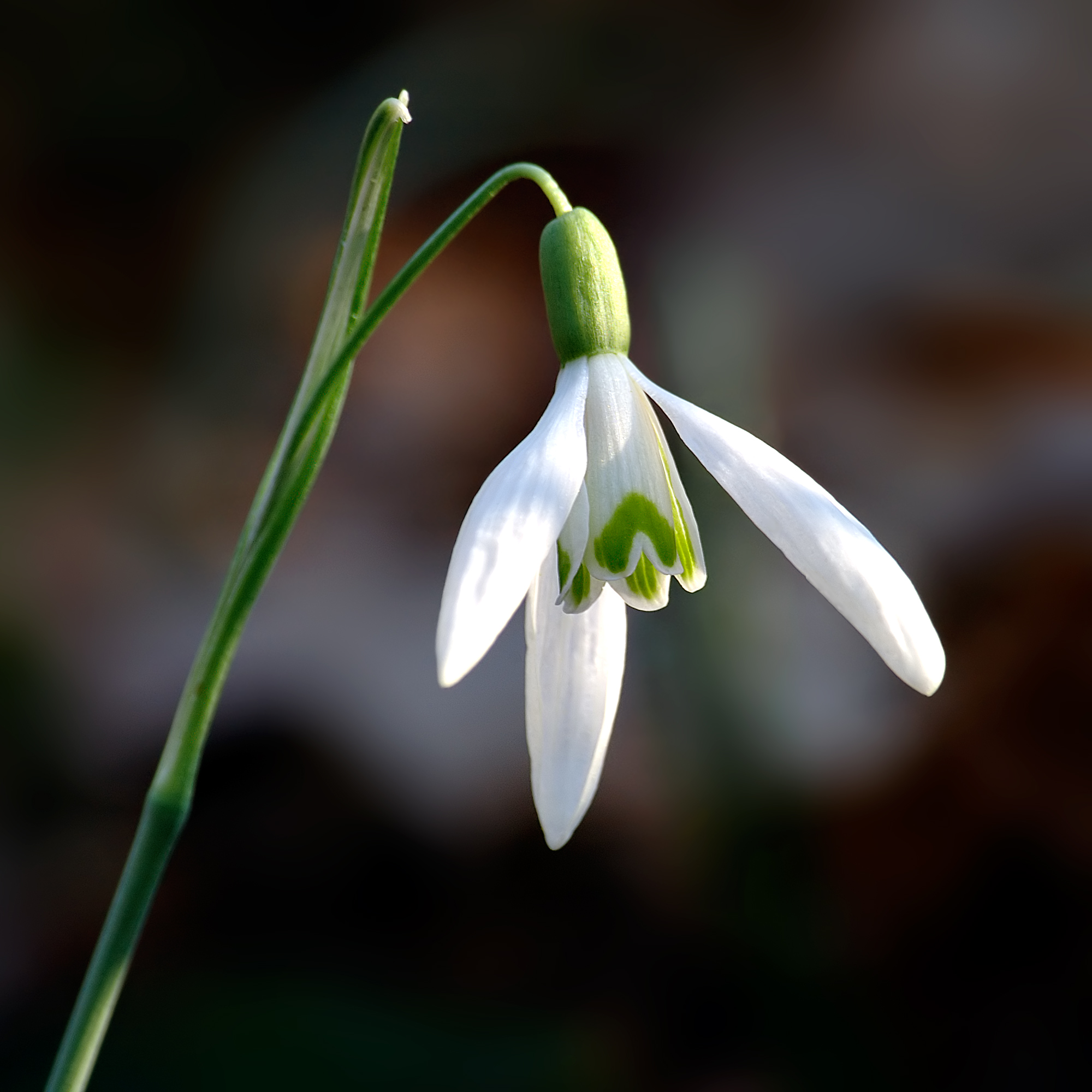
Fleur (clochette ou « lampadaire »).
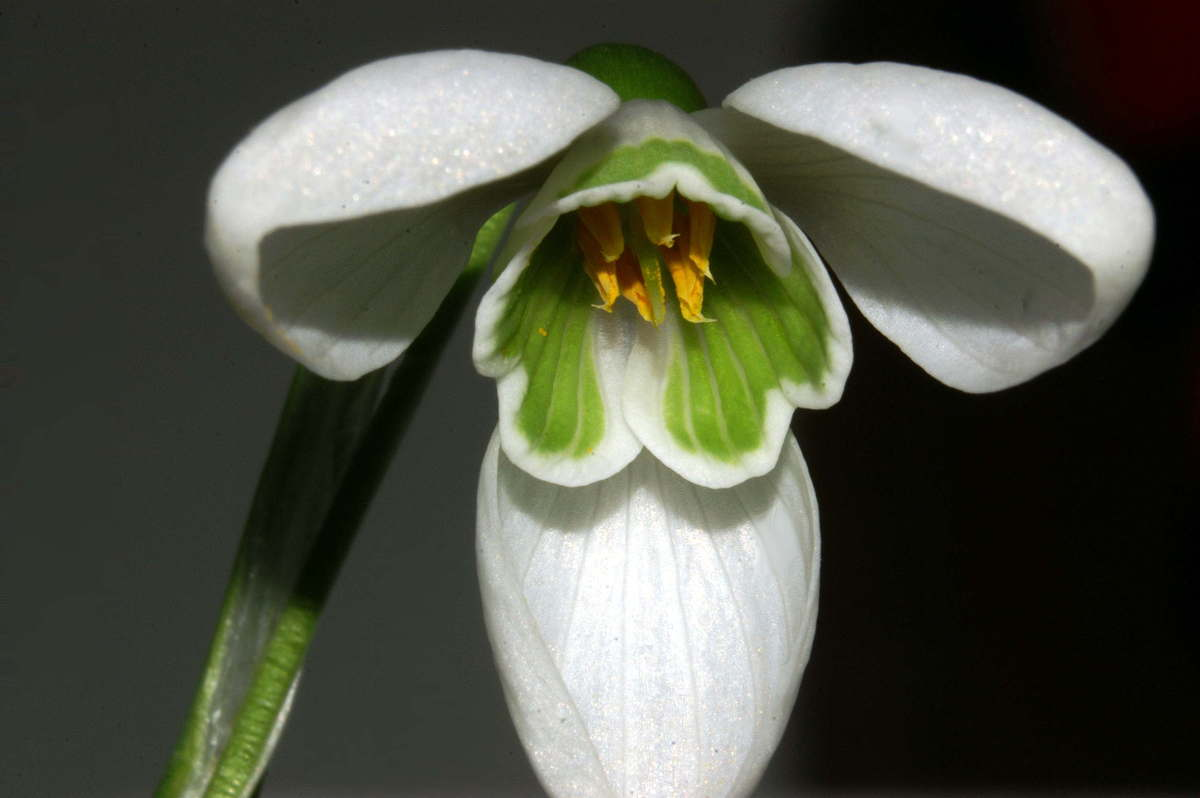
Détail d'une clochette.
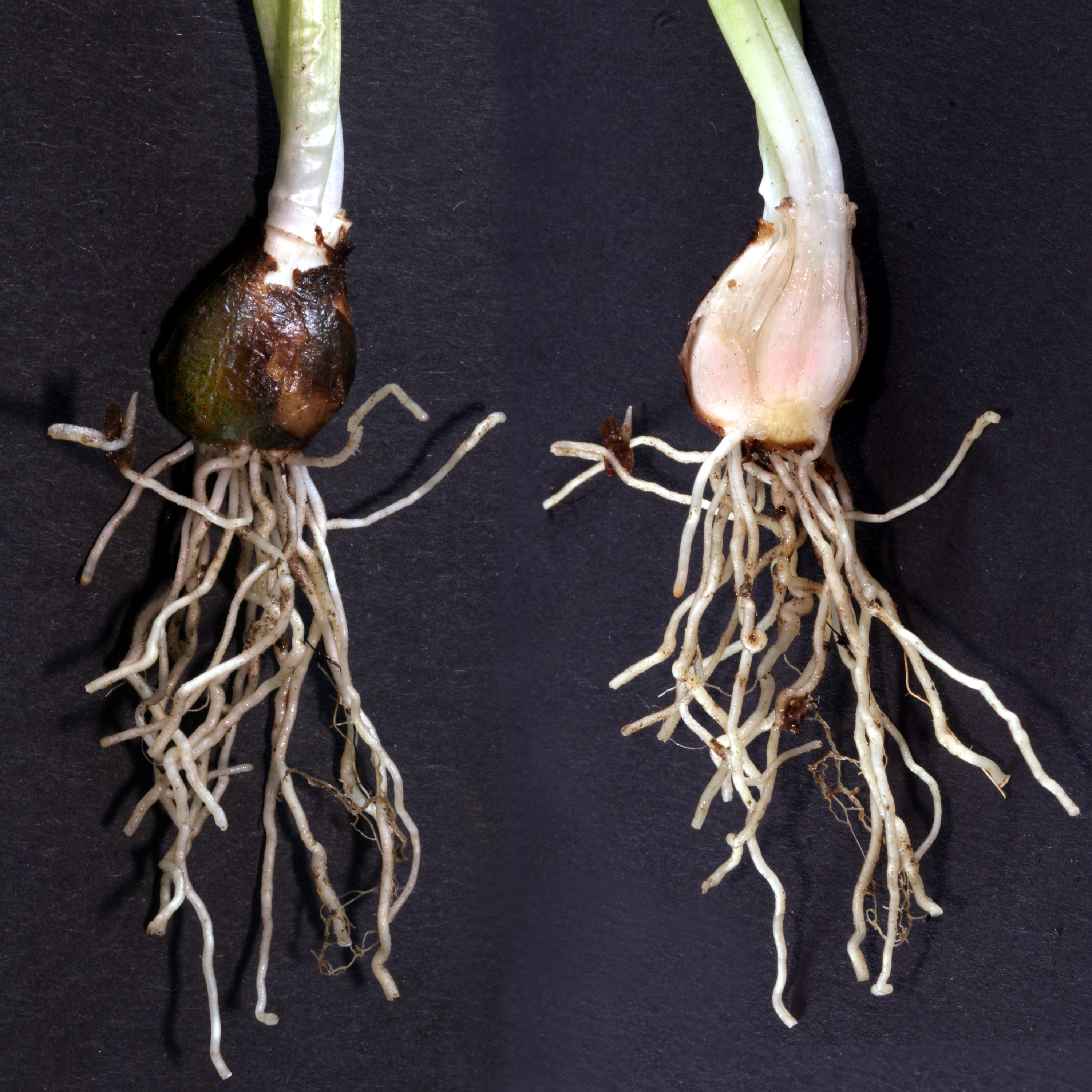
Bulbe et racines.
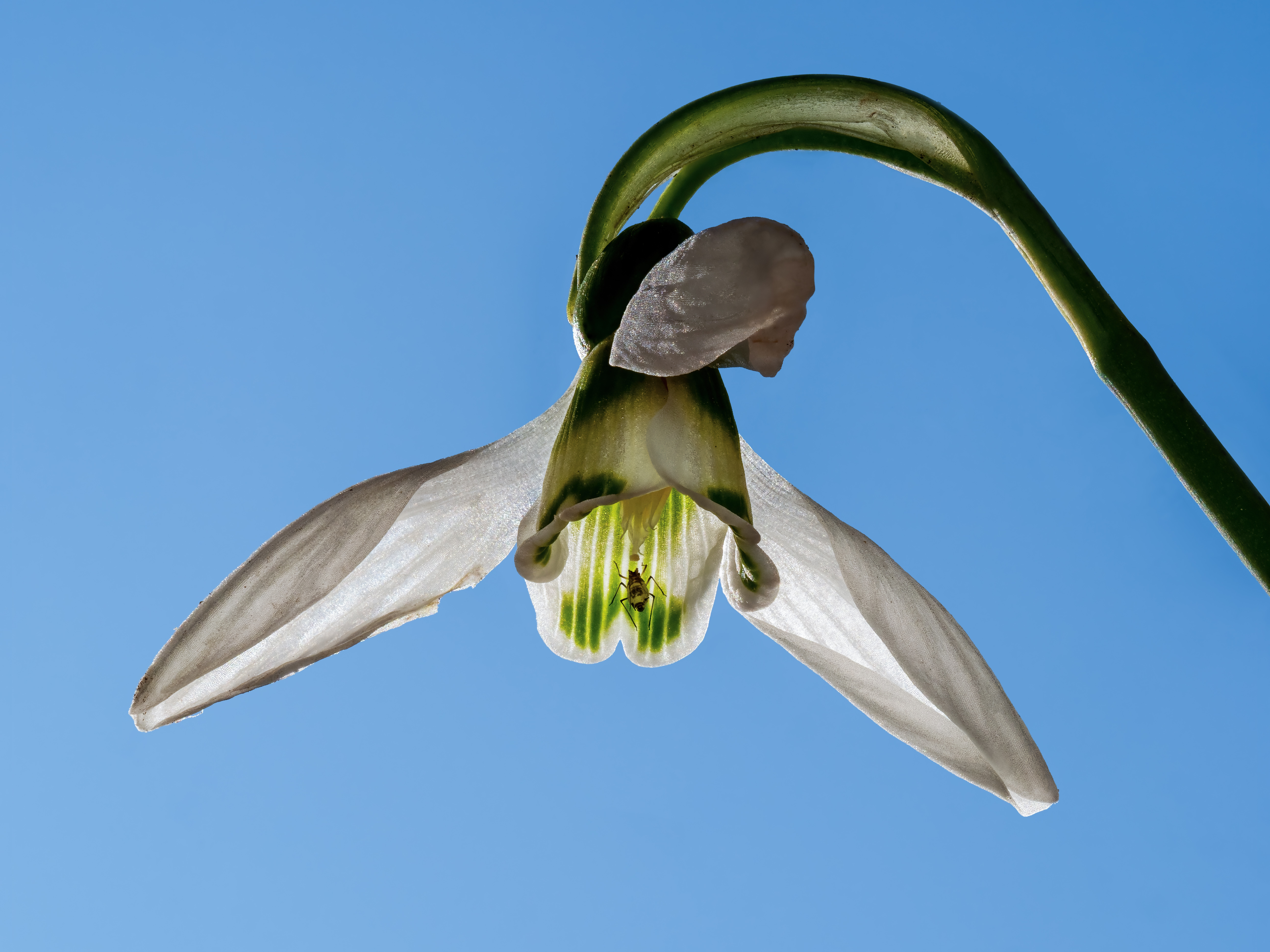
Périanthe d'un perce-neige occupé par un puceron.

Galanthus nivalis peut être confondue avec les nivéoles (Leucojum vernum ou Leucojum aestivum) également nommées Perce-neige.

## Caractéristiques
La floraison se déroule en janvier et février selon les régions (parfois début mars ou toute fin décembre selon les stations). Par bon ensoleillement, les trois pétales de la fleur s'écartent ; leur face intérieure sert alors de miroir et renvoie les rayons ultraviolets. Ceci attire les pollinisateurs. Le soir et par mauvais temps, la fleur se referme.

## Biotopes

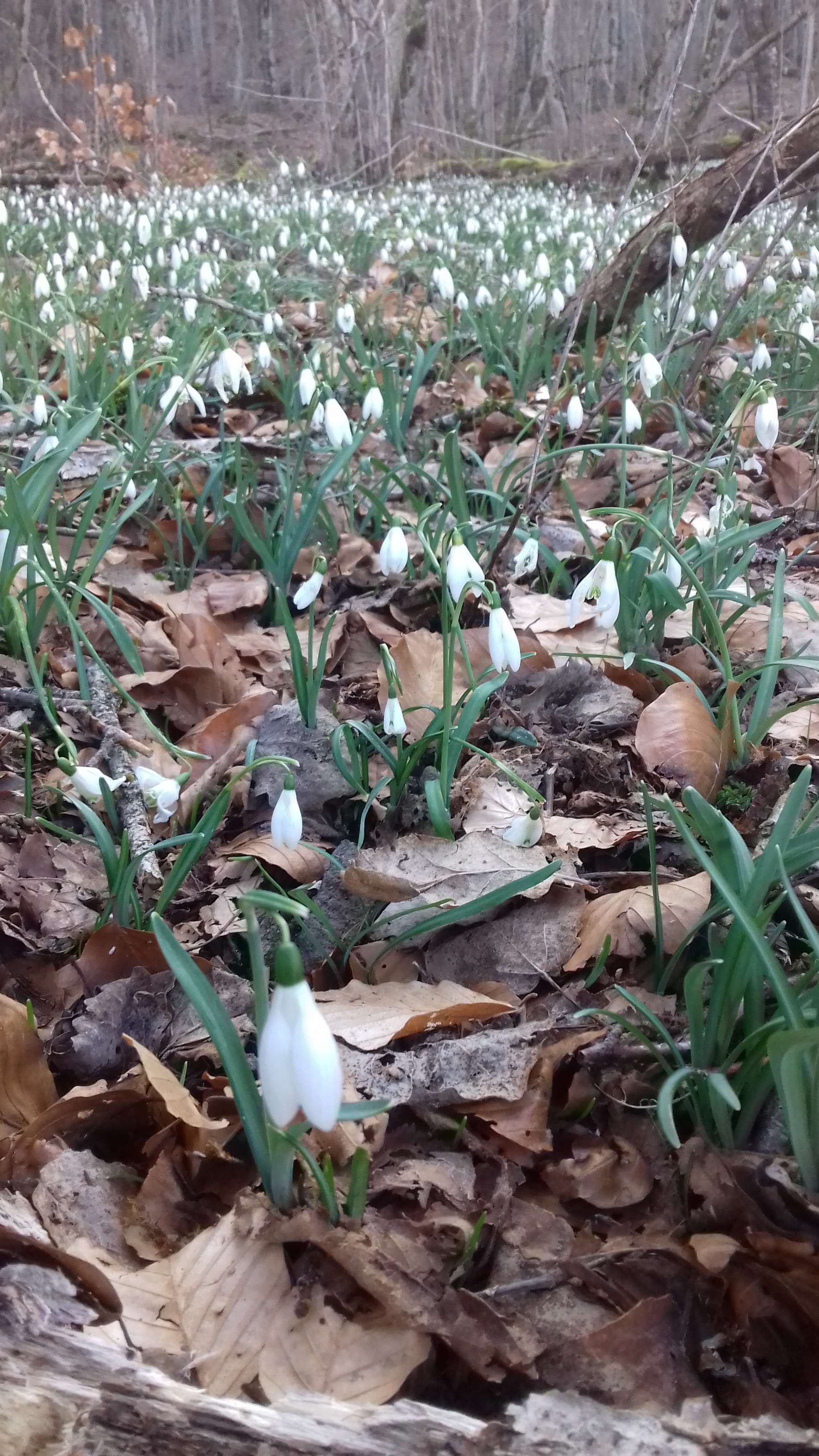
Des perce-neige dans un sous-bois de feuillus à Vic-sur-Cère (Cantal).
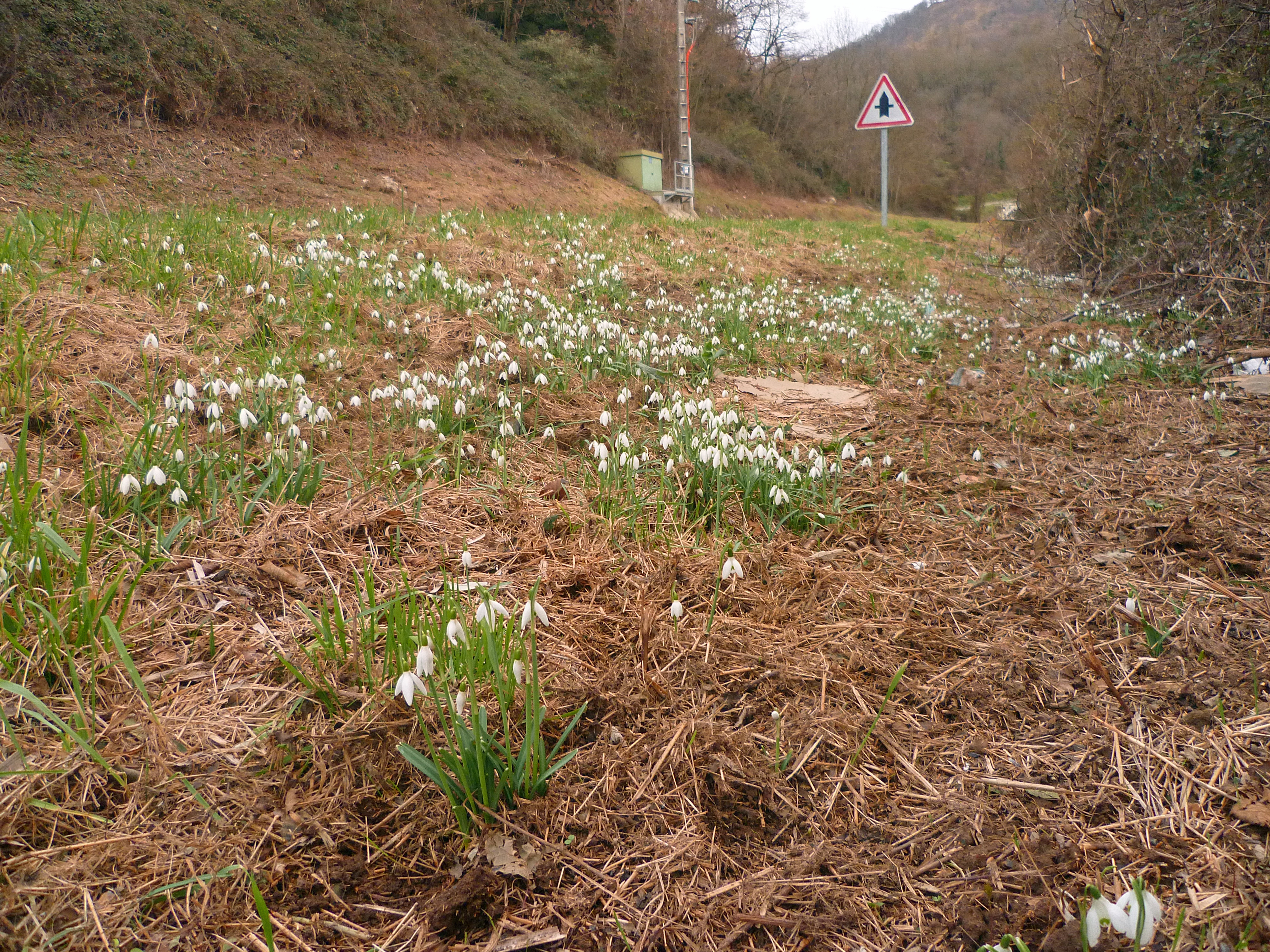
Des perce-neige en fleurs en bord de route à Saint-Girons (Ariège).
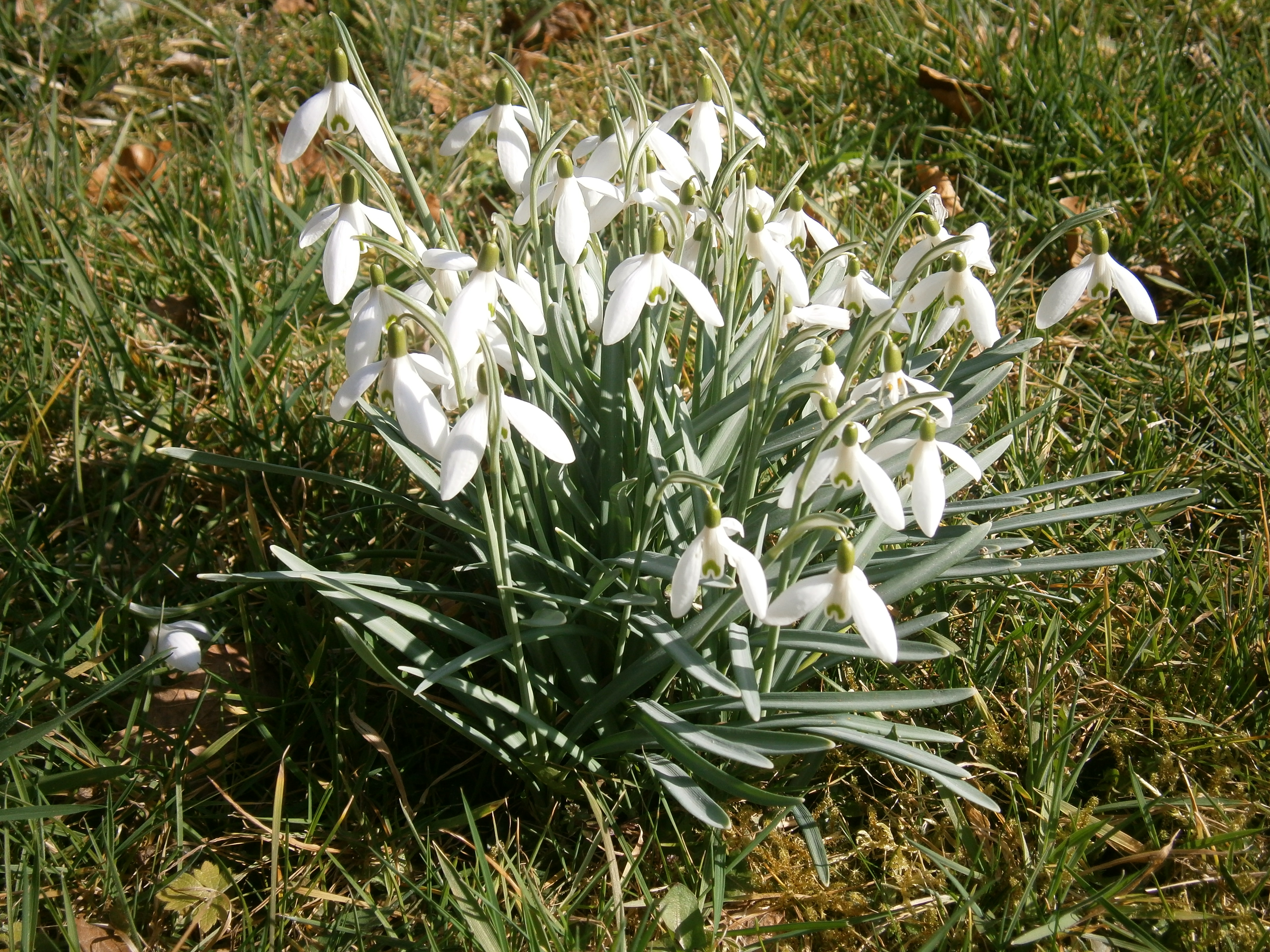
Des perce-neige le long d'un ruisseau à Ligneuville (cantons de l'Est).

Le perce-neige pousse dans les sous-bois, sur sols frais et riches en azote ; parfois on la rencontre en prairies humides.

## Utilisation
L'espèce est cultivée dans les jardins comme plante ornementale (hémérochore), tant la plante sauvage que ses nombreuses sélections et hybrides.

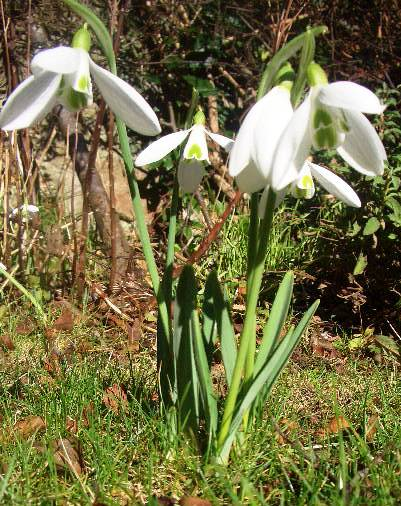
Galanthus nivalis 'Atkinsii'.
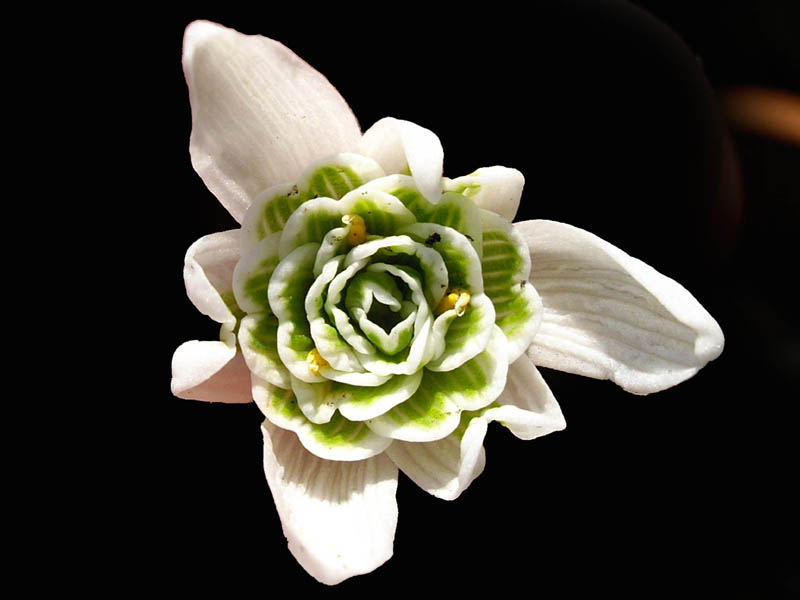
Galanthus nivalis 'flore pleno'.
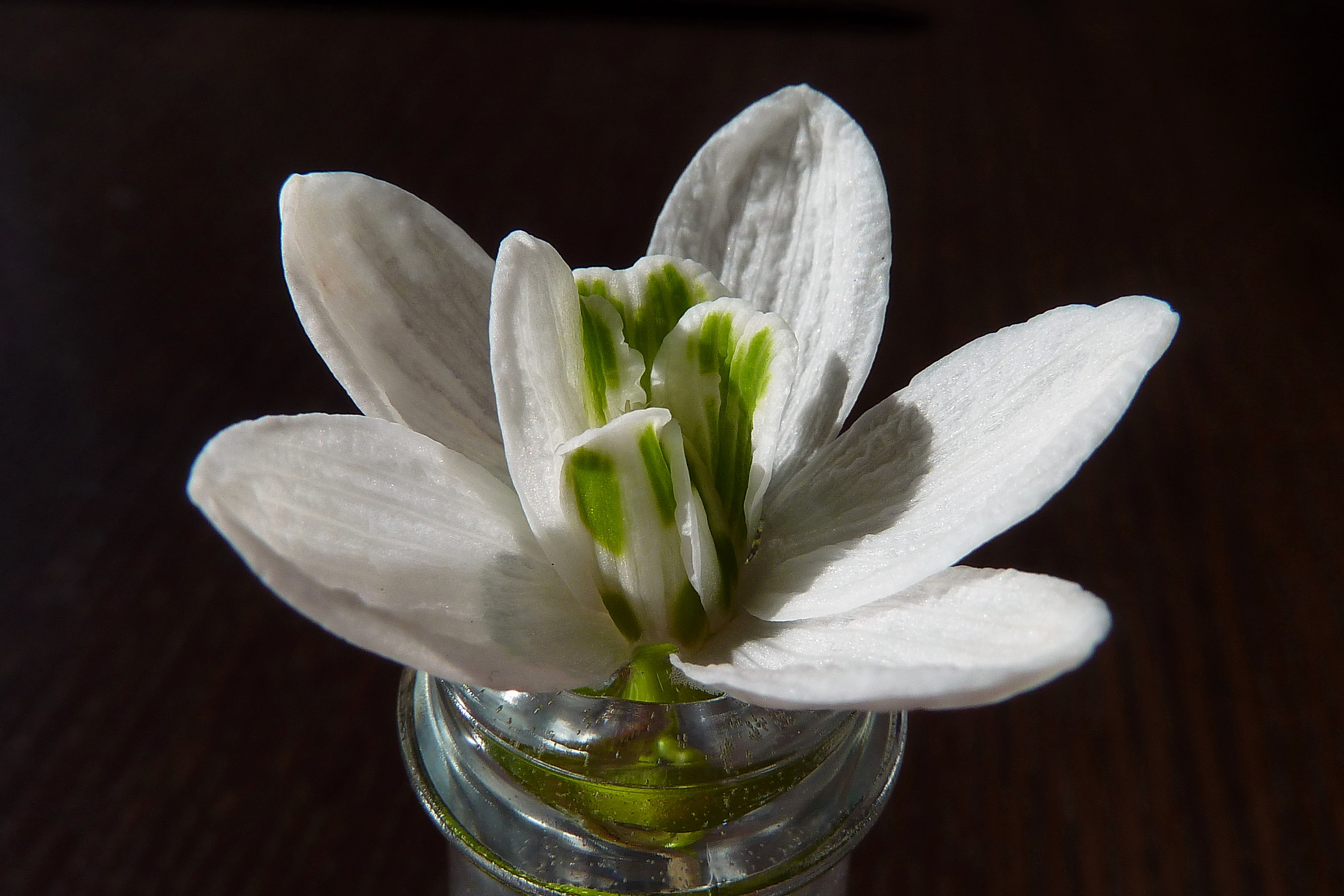
Fleur avec six tépales externes.
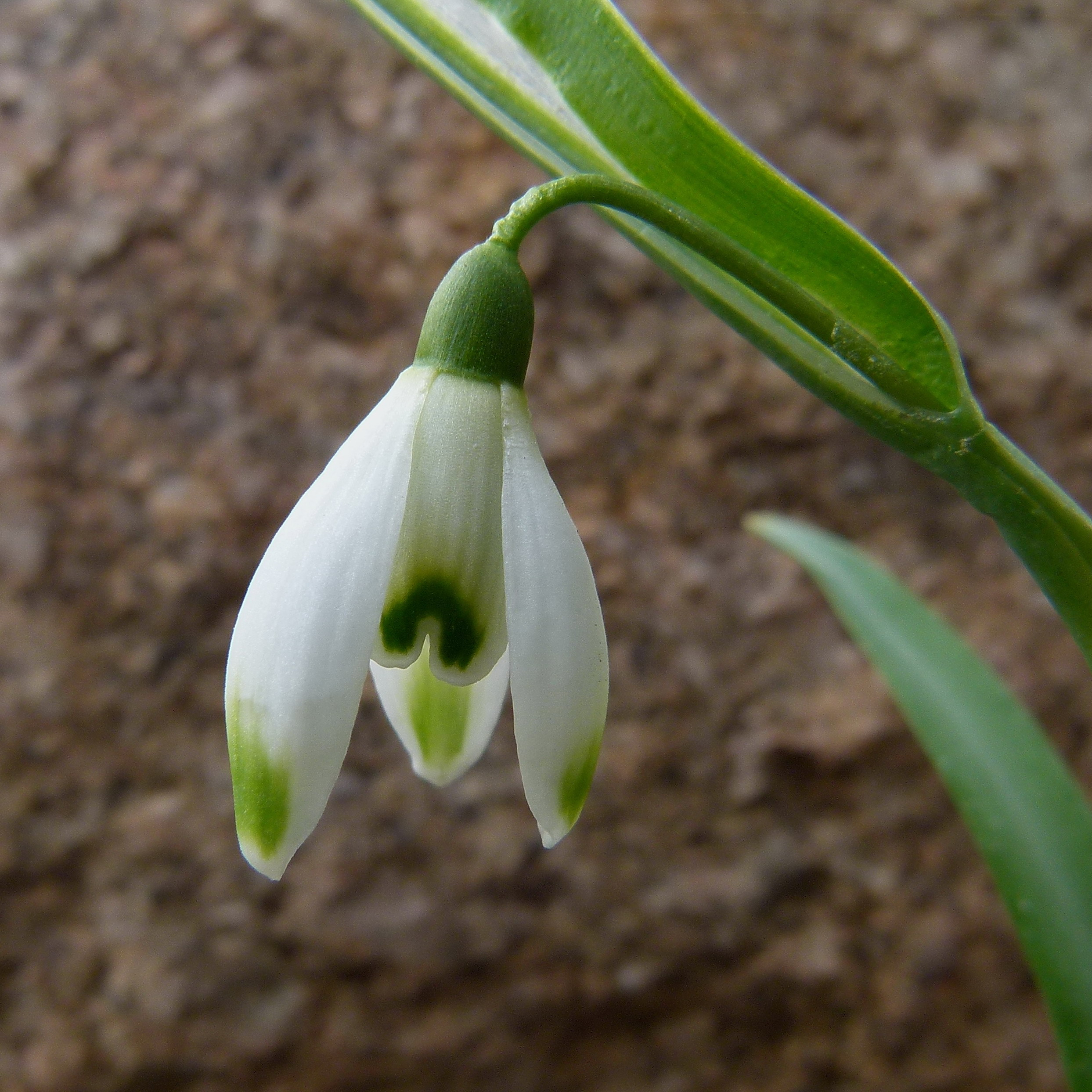
Galanthus nivalis 'Viridi-Apice'.
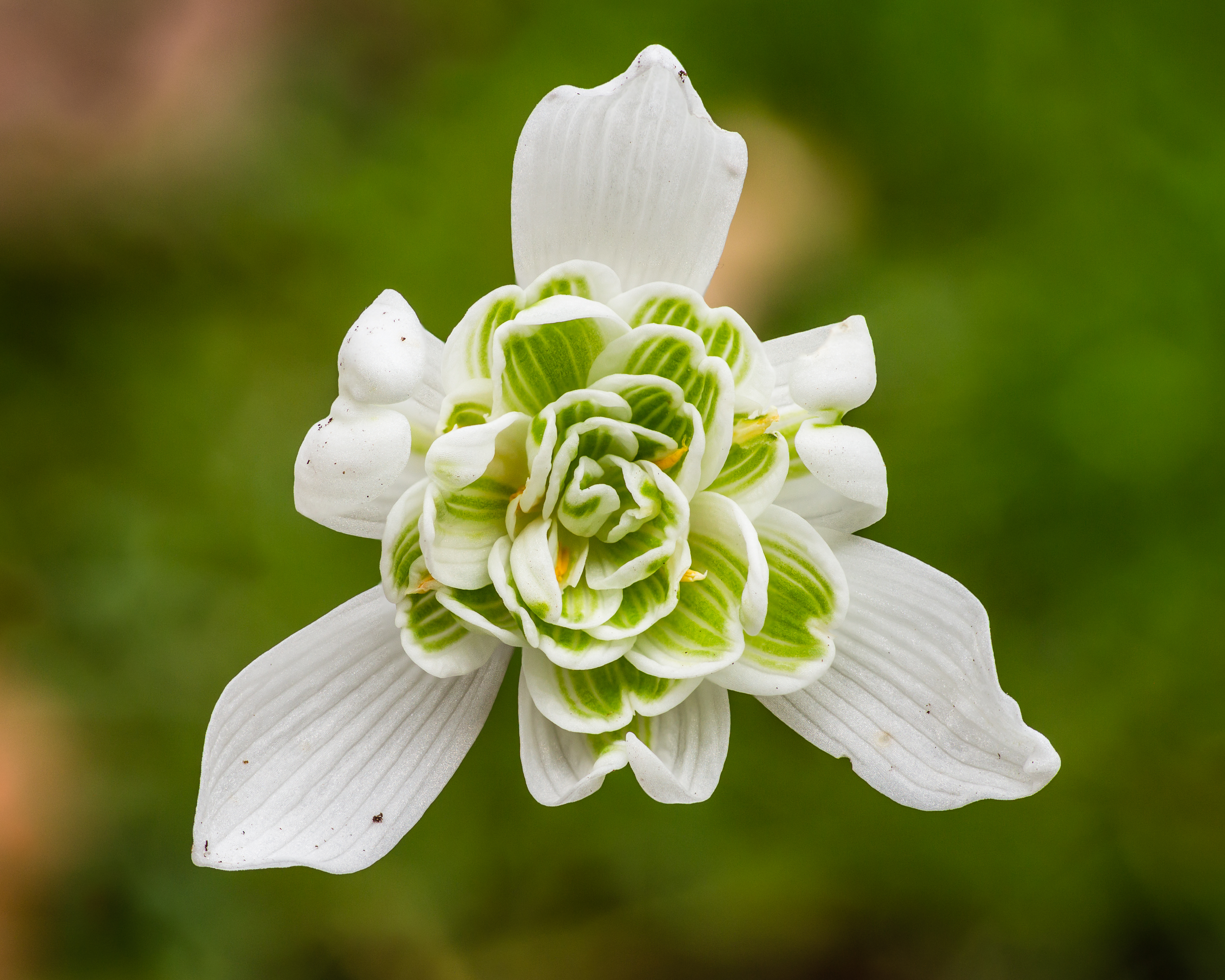
Perce-neige à fleurs doubles..

### Propriétés
Elle est toxique et médicinale. Le bulbe cru a des propriétés vomitives.
Au XIXe siècle, François-Joseph Cazin indique que la toxicité fut découverte par hasard lorsqu'une femme vendit des oignons de « perce-neige » à la place d'oignons de ciboulette, ce qui entraîna de violents vomissements chez les consommateurs.
Galanthus nivalis étant parmi les premières fleurs à apparaître à la fin de l'hiver, elle constitue, avec le noisetier, une des principales sources de pollen pour les abeilles mellifères et autres insectes butineurs à la sortie de leur période d'hivernage .

## Classification
Cette espèce a été décrite pour la première fois en 1753 par le naturaliste suédois Carl von Linné (1707-1778).
Dans la classification classique, elle était classée dans la famille des Liliaceae, mais la classification phylogénétique, plus récente, la considère comme étant de la famille des Amaryllidaceae.

### Synonymes
Synonymes scientifiques :
- Chianthemum nivale (L.) Kuntze
- Galanthus alexandri Porcius
- Galanthus imperati Bertol.
- Galanthus melvillei Voss
- Galanthus montanus Schur
- Galanthus scharlokii (Casp.) Baker
- Galanthus umbricus Dammann

### Liste des sous-espèces
Selon Tropicos (5 octobre 2015) (liste brute contenant possiblement des synonymes) :
- Galanthus nivalis subsp. angustifolius Artjush.
- Galanthus nivalis subsp. caucasicus Baker
- Galanthus nivalis subsp. cilicicus Gottl.-Tann.
- Galanthus nivalis subsp. elwesii (Hook. f.) Gottl.-Tann.
- Galanthus nivalis subsp. humboldtii Zeybek
- Galanthus nivalis subsp. imperati (Bertol.) K. Richt.
- Galanthus nivalis subsp. nivalis
- Galanthus nivalis subsp. reflexus (Herb.) K. Richt.
- Galanthus nivalis subsp. reginae-olgae Gottl.-Tannenh.
- Galanthus nivalis subsp. subplicatus (Zeybek) Zeybek & E.Sauer